# Zbirni center (film)
Zbirni center (srbohrvaško Sabirni centar) je jugoslovanski fantazijski komično-dramski film iz leta 1989, ki ga je režiral Goran Marković in zanj napisal scenarij skupaj z Dušanom Kovačevićem, na katerega istoimenski igri iz leta 1982 temelji. V glavnih vlogah nastopajo Rade Marković, Bogdan Diklić, Dragan Nikolić, Mirjana Karanović in Anica Dobra. Snemanje je večinoma potekalo v srbskem naselju z antičnimi ostanki Gamzigrad, delno pa tudi v tunizijski puščavi in ruševinah rimskega mesta Dougga, sceno za katakombe pa so ustvarili v studiu v Košutnjaku. Zgodba prikazuje arheološko ekipo, ki ob izkopanih v odmaknjeni vasici pod vodstvom starejšega profesorja (Marković) odkrije antični rimski nagrobnik z nenavadnim napisom. Ob življenjskem odkritju se profesor zgrudi in se znajde v življenju po smrti ter odkrije, da je nagrobnik portal v rimsko mitološko podzemlje. 
Filmi je bil premierno prikazan 18. julija 1989 v jugoslovanskih kinematografij in naletel je na dobre ocene kritikov. Na Puljskem filmskem festivalu je osvojil glavno nagrado velika zlata arena za najboljši jugoslovanski film, ob tem pa še nagradi za najboljši scenarij (Kovačević in Marković) in najboljšo stransko žensko vlogo (Radmila Živković). Nominiran je bil za glavno nagrado Hugo za najboljši film na Mednarodnem filmskem festivalu v Chicagu, osvojil pa nagradi kritikov in občinstva na Festivalu fantastičnega filma Avoriaz in glavno nagrado zlata palma na festivalu Mostra de València-Cinema del Mediterrani.

## Vloge
- Rade Marković kot profesor Miša
- Bogdan Diklić kot Petar
- Dragan Nikolić kot Janko
- Olivera Marković kot Angelina
- Danilo Stojković kot Simeun
- Aleksandar Berček kot Ivan
- Radmila Živković kot Lepa
- Mirjana Karanović kot Jelena Katić
- Dusan Kostovski kot Marko
- Anica Dobra kot Milica
- Branko Pleša kot doktor Katić
- Goran Daničić kot Keser
- Kole Angelovski kot Mačak